# Gmina Chorzele
Die Gmina Chorzele [xɔˈʐɛlɛ] ist eine Stadt-und-Land-Gemeinde im Powiat Przasnyski der Woiwodschaft Masowien in Polen. Ihr Sitz ist die gleichnamige Stadt (deutsch Chorzellen) mit etwa 3100 Einwohnern.

## Geographie
Die Gemeinde grenzt im Norden an die Woiwodschaft Ermland-Masuren. Nachbargemeinden sind Baranowo, Czarnia, Dzierzgowo, Janowo, Jednorożec, Krzynowłoga Mała und Wielbark.

## Geschichte
Die Landgemeinde wurde 1973 gebildet. Stadt- und Landgemeinde wurden 1990/1991 zur Stadt-und-Land-Gemeinde zusammengelegt. Ihr Gebiet gehörte bis 1975 zur Woiwodschaft Warschau. Es kam dann bis 1998 zur Woiwodschaft Ostrołęka, der Powiat wurde in dieser Zeit aufgelöst. Zum 1. Januar 1999 kam es zur Woiwodschaft Masowien und zum wiedererrichteten Powiat Przasnyski.

## Gliederung
Die Stadt-und-Land-Gemeinde Chorzele mit einer Fläche von 371,5 km² gliedert sich in die Stadt selbst sowie 41 Schulzenämter (sołectwa) die 66 Dörfer und Orte umfassen:
- Aleksandrowo
- Annowo
- Bagienice
- Binduga
- Bobry
- Bogdany Małe
- Bogdany Wielkie
- Brzeski-Kołaki
- Budki
- Bugzy-Jarki
- Bugzy Płoskie
- Bugzy-Święchy
- Czaplice-Furmany
- Czaplice-Piłaty
- Czaplice Wielkie
- Czarzaste Małe
- Czarzaste Wielkie
- Dąbrowa
- Dąbrówka Ostrowska
- Duczymin
- Dzierzęga-Nadbory
- Gadomiec-Chrzczany
- Gadomiec-Miłocięta
- Gadomiec-Peronie
- Grąd Rycicki
- Jarzynny Kierz
- Jedlinka
- Krukowo
- Krzynowłoga Wielka
- Kwiatkowo
- Łaz
- Łazy
- Lipowiec
- Liwki
- Mącice (Montwitz)
- Niskie Wielkie,
- Nowa Wieś k. Duczymina
- Nowa Wieś Zarębska
- Opaleniec (Flammberg, bis 1904 Opalenietz)
- Opiłki Płoskie
- Poścień-Wieś
- Poścień-Zamion
- Pruskołęka
- Przysowy
- Przątalina
- Rapaty-Górki
- Rapaty-Sulimy
- Rapaty-Żachy
- Raszujka
- Rawki
- Rembielin
- Rycice
- Rzodkiewnica
- Ścięciel (Czenczel, 1928–1945 Rodefeld)
- Skuze
- Sosnówek
- Stara Wieś
- Wasiły-Zygny
- Wierzchowizna
- Wólka Zdziwójska
- Zagaty
- Zaręby
- Zdziwój Nowy
- Zdziwój Stary

Untergegangene Orte sind Trzcianka (Rohrdorf, bis 1877 Trzianken) und Wólka Wielbarska (Wolka, 1938 bis 1945 Georgsheide).